# مايكل هوف
مايكل هوف (بالإنجليزية: Michael Huff)‏ هو لاعب كرة قدم أمريكية أمريكي، ولد في 6 مارس 1983 في إيرفينغ في الولايات المتحدة.

## وصلات خارجية
- مايكل هوف على موقع الاتحاد الدولي لألعاب القوى (الإنجليزية)
- مايكل هوف على موقع مرجع كرة القدم المحترفة.كوم (الإنجليزية)